# Harald Rose
Harald Rose (* 14. února 1935 Brémy) je německý fyzik.
Technické vzdělání získal na Technické univerzitě Darmstadt, kde v roce 1964 získal doktorský titul. V letech 1973–1974 působil na Chicagské univerzitě v institutu Enrica Fermiho. Od roku 1976 do roku 1980 pracoval ve státě New York na zdravotnickém institutu jako hlavní vědecký pracovník. V letech 1995–1996 pracoval na Cornellově univerzitě a Marylandské univerzitě v College Parku. Od roku 1980 působil na univerzitě v Darmstadtu jako emeritní profesor až do svého odchodu do penze v roce 2000. Od roku 2009 zastává post seniorského profesora na Ulmské univerzitě.
Rose má 105 patentů vědeckých přístrojů a elektrooptických komponent.
V roce 2011 získal Wolfovu cenu za fyziku, společně s Maximilianem Haiderem a Knutem Urbanem.